# Селенит
Селенит, сатенен шпат, пустинна роза, гипсово цвете, са кристални разновидности на минерала гипс.
Всички разновидности на гипса, включително селенит и алабастър, са съставени от калциев сулфат дихидрат (което означава, че съдържат две молекули вода) с химическа формула CaSO4·2H2O. Селенитът не съдържа значително количество селен – подобните имена произлизат от старогръцкото selḗnē (σελήνη „Луна“).
Някои от най-големите кристали, намирани някога, са от селенит, като най-големият екземпляр, открит в Кристалната пещера, е дълъг 12 метра и тежи 55 тона.

## История и етимология
„Селенит“ е най-вече синоним на гипс, но от XV век името се дава конкретно на прозрачната разновидност, която се среща в кристали или кристални маси. Името произлиза от средноанглийски selenite от латински selenites, в крайна сметка от старогръцки selēnítēs líthos (σεληνίτης λίθος, буквално „лунен камък“). Получава това име, защото хората исторически са вярвали, че минералът нараства и намалява с циклите на Луната.

## Отличителни характеристики
Основните отличителни характеристики на кристалния гипс са неговата мекота (твърдост 2 по скалата на Моос, достатъчно мека, за да се надраска с нокът) и трите му неравни разцепвания. Други отличителни характеристики включват неговите перлен блясък, лесна топимост със загуба на вода и разтворимост в гореща разредена солна киселина.

## Разновидности
Въпреки че понякога се групират заедно под общото наименование „селенит“, съществуват разлики между четирите кристални разновидности. Общите идентифициращи характеристики са:

### Селенит
- Най-често прозрачен и безцветен[6]
- Ако селенитните кристали показват непрозрачност или цвят, това се дължи на наличието на други минерали, понякога в друзи

### Сатенен шпат
- Най-често копринен и влакнест;[7] с ефект „котешко око“; може да има известно оцветяване[8]
- Наименованието сатен шпат се прилага и за влакнест калцит (сроден калциев минерал), който може да се разграничи от гипса по по-голямата си твърдост (3 по скалата на Моос), ромбоедрично разцепване и реакция с разредена солна киселина.[9]

### Пустинна роза
- Гипс с форма на розетка с външна друза от пясък или изцяло от пясък – най-често пясъчен цвят (във всички нюанси, които пясъкът може да покаже)[10]
- Името пустинна роза може да се използва и за пустинни рози от барит (друг сроден сулфатен минерал) – баритът е по-твърд минерал с по-висока плътност[11]

### Гипсово цвете
- Гипсовите цветя са извити розетки от влакнести гипсови кристали, открити в пещери.

## Използване и история
Сатененият шпат понякога се нарязва на кабошони, за да покаже най-добре своя ефект „котешко око“.

### Цвят
Кристалите на гипса са безцветни (най-често селенит), бели или перлени (най-често сатенения шпат), или сиви, но може да бъдат оцветени в кафяво, жълто, червено или синьо в резултат от наличието на примеси, като железни оксиди или глинести минерали.

### Прозрачност
Кристалите на гипса могат да бъдат прозрачни (най-често селенит), полупрозрачни (най-често сатенен шпат, но също така селенит и гипсови цветя), и непрозрачни (най-често пустинните рози и гипсовите цветя). Непрозрачността може да бъде причинена от примеси и да се появи във всичките четири кристални разновидности.

### Блясък
Селенитът обикновено има стъкловиден блясък, но може да има и перлен блясък върхѝу повърхностите на разцепване. Сатененият шпат показва характерен копринен блясък. Блясъкът не се показва често в розетите, поради тяхната външна друза; въпреки това, розетките често показват стъклен до перлен блясък по краищата.

### Други оптични свойства
Влакнестият сатенен шпат има ефект на котешко око.
Когато се нареже напречно на влакната и се полира по краищата, сатененият шпат показва оптична илюзия, когато се постави върху отпечатана повърхност или върху снимка: печатът и снимките изглеждат като че ли са върху повърхността на пробата. Често се нарича и продава като „телевизионен камък“ (както и улекситът).
Някои проби от селенит и сатенен шпат показват флуоресцентни или фосфоресцентни свойства.

### Твърдост
И четирите кристални разновидности са леко гъвкави, но ще се счупят, ако се огънат значително. Те не са еластични, което означава, че могат да бъдат огънати, но няма да си възстановят формата.

### Размер
И четирите кристални разновидности могат да варират по размер от миниатюрни до гигантски кристали селенит с дължина 11 метра, като тези, открити в пещерите на мината Найка в Чиуауа, Мексико. Кристалите процъфтяват в изключително рядката и стабилна естествена среда на пещерата. Температурите там се задържат на 58 °C и пещерата е пълна с богата на минерали вода, която обуславя растежа на кристалите. Най-големият от тези кристали тежи 55 тона, 11 м дължина и е на възраст над 500 000 години.

## Възникване
Гипсът се среща на всеки континент и е най-често срещаният от всички сулфатни минерали.
Гипсът се образува като изпаряващ се минерал, често срещан в алкална езерна кал, глинести легла, изпарени морета, солени равнини, солени извори и пещери. Често се среща в комбинация с други минерали като медни руди, сяра и сулфиди, сребро, железни руди, въглища, калцит, доломит, варовик и опал. Гипсът е датиран към почти всяка геоложка епоха от силур (443,7 ± 1,5 милиона години) до днес.

## Галерия
- Селенит, гипсов кристал
- Селенит от Рио Гранде до Сул, Бразилия, изложен в from музей на скалите и минералите в Хилсбъроу, Орегон, САЩ
- Пустинна роза
- Гипсови цветя от района на село Тазенахт, Мароко
- Типичен клъстер селенит във формата на „овнешки рога“